# Ciudad Universitaria de la Universidad Nacional Autónoma de Honduras
La Ciudad Universitaria de la Universidad Nacional Autónoma de Honduras (CU) es el conjunto de edificios y espacios que conforman el campus principal de la Universidad Nacional Autónoma de Honduras (UNAH), la cual está ubicada en la zona noroeste de la capital, entre el bulevar Suyapa y el Anillo periférico, cuenta con una extensa área, varios edificios y estacionamientos.

## Historia
Comenzó a ser construida el 30 de junio de 1965, se construyeron varios edificios en su nueva ubicación donde desde entonces posee amplios terrenos de su propiedad que hasta el día de hoy no han sido utilizados, además dispone de amplias áreas verdes y varios parqueos automovilísticos.
En 1999 la Carrera de Historia de la UNAH se hizo merecedora del Premio de Estudios Históricos Rey Juan Carlos I que otorga la cooperación cultural española en Honduras.

## Facultades
Existen diversas facultades en la UNAH, en las cuales se imparten varias carreras, entre ellas:
- Pedagogía
- Biología
- Ciencias Económicas, Administrativas y Contables
- Ciencias Espaciales
- Derecho
- Filosofía
- Música
- Física
- Historia
- Ingeniería Civil
- Ingeniería Industrial
- Ingeniería Eléctrica
- Ingeniería en Sistemas
- Ingeniería Mecánica
- Ingeniería Química Industrial
- Informática Administrativa
- Lenguas Extranjeras
- Medicina
- Sociología
- Química y Farmacia
- Arquitectura
- Microbiología
- Psicología
- Periodismo
- Odontología
- Nutrición

## Infraestructura en la Ciudad Universitaria
La Ciudad Universitaria cuenta con una oficina de correo, biblioteca, clínica de atención médica en el edificio de ciencias biológicas, talleres de mantenimiento, salas teatros, centro comercial de la ciudad universitaria, campos deportivos, villa olímpica, museo de entolmología, observatorio astronómico, entre otros.
En la ciudad universitaria se encuentran las facultades de Ingeniería, Ciencias Económicas, Química y Farmacia, Odontología, Derecho, Ciencias Biológicas, Auditorio Central, Centro de Recursos de Aprendizaje (CRA), Centro Universitario de Estudios Generales (CUEG) y Centro Comercial.
Los terrenos que tiene la ciudad universitaria fueron otorgados por el gobierno de la república sin pagar dinero ya que es una universidad pública, tienen un ancho de 1,2 kilómetros y un largo de 1,4 kilómetros, en total 1.680.000 metros cuadrados (168 hectáreas).

### Edificios Administrativos
- Edificio Alma Mater
- Biblioteca y el CRA. (antes rectoría)
- Auditorio central.
- Centro comercial.

### Edificios para aulas de clases teóricas
- Edificio A1: Está ubicada la facultad de Sociología.Trabajo Social  e Historia. Fue construido en 1971
- Edificio A2: Facultad de derecho: Carrera de Derecho, Administración Pública, etc.
- Edificio de laboratorios B1: Aquí se imparten laboratorios diversos.
- Edificio de Laboratorios B2: Se imparten laboratorios además de encontrarse ahí las diferentes Ingenierías a excepción de Civil, y en su cuarto piso se encuentra la facultad de Arquitectura.
- Edificio C1: Facultad de Ciencias Económicas: Administración de Empresas, Banca y Finanzas, Mercadotecnia, Comercio Internacional, Administración Aduanera, Contaduría Pública, Economía, Informática Administrativa, etc.
- Edificio C2: Se imparten clases de diferentes carreras, es la sede de la Facultad de informática y la Facultad de Artes y Humanidades.
- Edificio C3: Se imparten clases de diferentes carreras como métodos cuantitativos, Computación, contabilidad, etc. Es la sede de la carrera de Banca y Finanzas e Informática Administrativa, además se puede encontrar la facultad de Artes. La nueva facultad de Ciencias Económicas, oficinas de algunos organismos universitarios y temporalmente librería universitaria.
- Edificio CISE: Llamado también Centro Comercial, aquí hay diversos restaurantes en los cuales los estudiantes se entretienen en su tiempo libre, también aquí esta la sección de Admisiones de la Universidad, Vicerrectoría de Relaciones Internacionales, la Junta de Dirección Universitaria, Dirección de Investigación Científica, Dirección de Vinculación Universidad - Sociedad, la Comisión de Control de Gestión, como también el Comisionado Universitario.
- Edificio D1: El primer piso es la escuela de deportes, segundo y tercer piso:sede de las carreras de Ingeniería Civil y cuarto piso: Sede del Departamento de Pedagogía. Además se imparten clases generales, cuenta también con un teatro. Antiguamente fue llamado 4B.
- Edificio E1: Escuela de Física, Instituto de Ciencias de la Tierra (IHCIT)
- Edificio F1: Segundo piso: Departamento de Matemáticas, escuela de Periodismo, aulas de maestría en Psicología Clínica e Industrial; Tercer piso: Departamento de Filosofía y departamento de Lenguas Extranjeras; y Cuarto piso: Psicología. Antiguamente fue llamado 4A.
- Edificio G1, Facultad de Odontología: Edificio de aulas, con laboratorios de cirugía dental y salas de conferencias.
- Edificio de Ciencias Físico-Matemáticas, E1: Edificio de aulas, con laboratorios de Física y salas de conferencias con recursos audiovisuales.
- Edificio I1: facultad de Química y Farmacia: Edificio de aulas, con laboratorios, Droguería, Sala de Recursos.
- Edificio J1: Facultad de Ciencias Biológicas, aquí encuentras la facultad de Biología y Microbiología, también se encuentra el Departamento de Letras. Cuenta con una clínica de atención médica y servicios médicos gratuitos Universitarios
- Edificios K1 y K2: Facultad de Ciencias Espaciales y sus respectivos laboratorios, también es la sede del Observatorio Astronómico Centroamericano de Suyapa (OACS/UNAH)
- Edificio de Ciencias Médicas, FCM: Edificio de aulas, con laboratorios, morgue, anfiteatro, biblioteca, macro-teca, y salas de conferencias. Ahí se encuentra la carrera de Medicina y Cirugía y Licenciatura en Enfermería. Es la única facultad fuera de la Ciudad Universitaria).
- Edificio del CISE: Centro comercial, oficinas, comedores, tiendas, papelerías y Oficinas.

### Laboratorios
- Edificio 6: Antigua sede de la carrera de Ciencias Química y Farmacia, se imparten diferentes clases generales y en su subterráneo se puede encontrar varios departamentos de la Carrera de Lenguas Extranjeras.
- Edificio de Laboratorios B1: Laboratorios de la Facultad de Ingeniería.
- Edificio de Laboratorios B2: carrera de Arquitectura, Facultad de Ingeniería.
- Observatorio Astronómico Centroamericano de Suyapa (OACS/UNAH).

## Centros de Investigación y Desarrollo
La inversión en investigación y desarrollo en Honduras ha sido una de las más bajas a nivel latinoamericano y el enfoque hacia la investigación disminuyó notablemente en la década de 1990. Aun así la UNAH cuenta con algunos centros de investigación y desarrollo como los siguientes:
- Centro Miguel Cruz Zambrano.
- Centro de Excelencia para las Tecnologías de la Información.

## Museos
- Museo de historia natural (facultad de biología).
- Museo de entomología (facultad de biología).

### Áreas deportivas
Durante el siglo XX la UNAH contó con Canchas de baloncesto, Campo de Fútbol
y Gimnasio, además de la Villa Olímpica de Tegucigalpa, en el siglo XXI la UNAH construyó además el complejo polideportivo Palacio Universitario de la Universidad Nacional Autónoma de Honduras.

#### Palacio Universitario de la Universidad Nacional Autónoma de Honduras
El Palacio Universitario de la Universidad Nacional Autónoma de Honduras, es un polideportivo ubicado en dentro de las instalaciones de la Universidad Autónoma de Honduras en la ciudad de Tegucigalpa Honduras, siendo comúnmente el escenario polideportivo más grande de la ciudad; y uno de los más grandes de la región. Cuenta con una capacidad de 4,753 personas

#### Estadio Olímpico José Trinidad Reyes
El Estadio Olímpico y pista de Atletismo “José Trinidad Reyes” se construyó entre 2012 y 2014 con un coste de 120 millones de Lempiras contiguo al Palacio de los Deportes de la Universidad Nacional Autónoma de Honduras (UNAH), Tiene un área de 27,000 metros cuadrados y una capacidad de 7,500 espectadores. Cuenta con una pista de atletismo con capa asfáltica de ocho carriles, gradería y grama natural.

#### Villa Olímpica de Tegucigalpa
La Villa Olímpica de Tegucigalpa es un complejo polideportivo que pertenece al gobierno de la república, es de acceso gratuito, la Universidad Nacional Autónoma de Honduras imparte varias clases de deportes para todas las carreras e incluso la carrera de deportes que son practicadas en la villa olímpica, entre ellos:
- Natación
- Boxeo
- Esgrima
- Tenis
- Ping pong
- Gimnasia
- Varias disciplinas de artes marciales.

## Transporte
La ciudad universitaria tiene varios estacionamientos para el transporte interno en autos particulares. Para el transporte desde la ciudad universitaria hacia otras partes de la ciudad hay varios buses, taxis y busitos que transportan los visitantes y estudiantes a cualquier punto de la ciudad capital.